# Interstate Cadet
Interstate Cadet là một loại máy bay thông dụng hạng nhẹ của Hoa Kỳ. Khoảng 320 chiếc đã được hãng Interstate Aircraft and Engineering Corporation ở El Segundo, California chế tạo giai đoạn 1941-1942.

## Biến thể

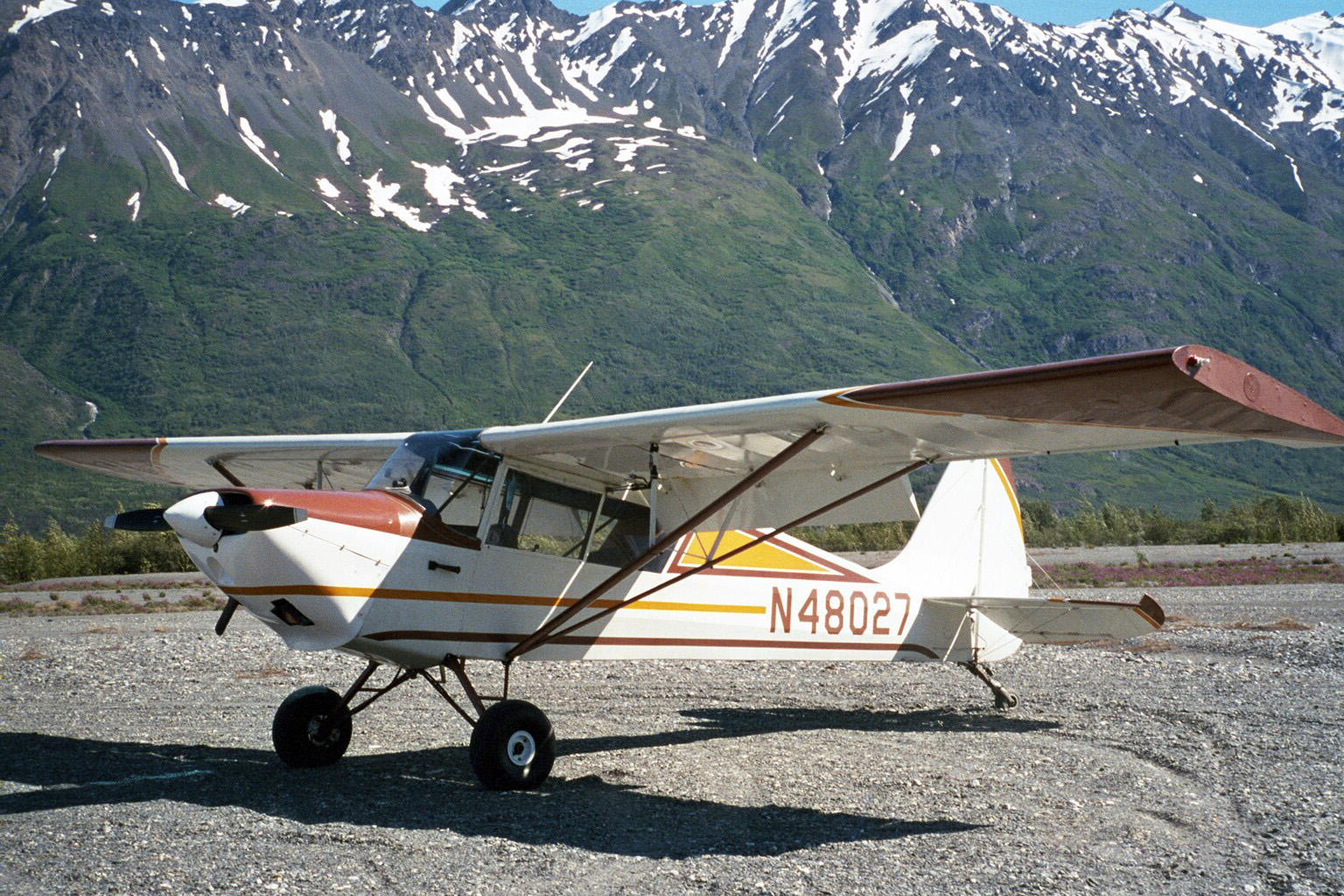
S-1B2 Arctic Tern

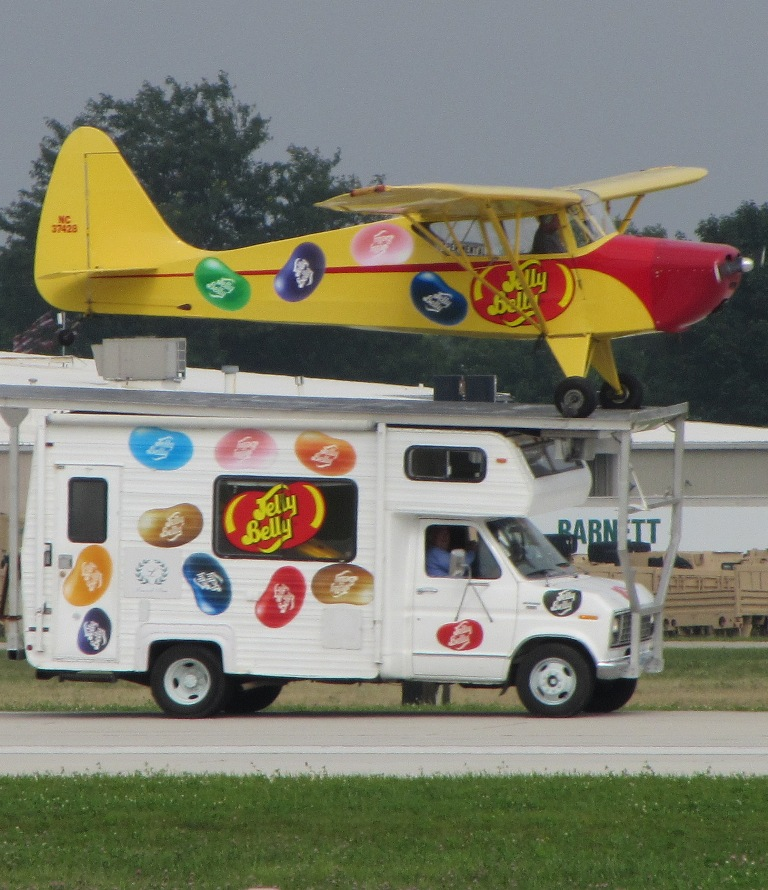
Interstate S-1A-65F Cadet hạ cánh trên nóc ô tô

S-1
S-1A
S-1A-65F
S-1A-85F
S-1A-90F
S-1B1
S-1B2 (Arctic Tern)
XO-63 Grasshopper
L-6A Grasshopper
L-8A Cadet

## Tính năng kỹ chiến thuật (S-1A)
Đặc tính tổng quát
- Kíp lái: 2
- Chiều dài: 23 ft 5 in (7,14 m)
- Sải cánh: 35 ft 6 in (10,82 m)
- Chiều cao: 7 ft (2,1 m)
- Trọng lượng rỗng: 1,103 lb (1 kg)
- Trọng lượng cất cánh tối đa: 1,650 lb (1 kg)
- Động cơ: 1 × Continental A-50 , 50 hp (37 kW)

Hiệu suất bay
- Vận tốc cực đại: 114 mph (183 km/h; 99 kn)
- Vận tốc hành trình: 105 mph (91 kn; 169 km/h)
- Tầm bay: 540 mi (469 nmi; 869 km)
- Trần bay: 16,500 ft (5 m)